# Pelecus cultratus
Pelecus cultratus és una espècie de peix cipriniforme de la família dels ciprínids.

## Morfologia
- Els mascles poden assolir 60 cm de longitud total i 2.000 g de pes.[2][3]

## Alimentació
Menja zooplàncton, invertebrats terrestres i peixets.

## Depredadors
A Hongria és depredat per Sander lucioperca.

## Hàbitat
És un peix pelàgic i de clima temperat (10 °C-20 °C).

## Distribució geogràfica
Es troba als rius de les conques del Bàltic oriental, la mar Negra, la mar Càspia i la Mar d'Aral.